# LG Amsterdam Tournament 2007
Het LG Amsterdam Tournament 2007 was een voetbaltoernooi dat op 2 en 4 augustus 2007 gespeeld werd.
Het was de negende editie van het toernooi. Aan het toernooi deden de ploegen Ajax, Arsenal FC, Atlético Madrid en SS Lazio mee. Elke ploeg speelt twee wedstrijden dus tegen één ploeg wordt niet gespeeld. De wedstrijden werden gespeeld in de ArenA.

## Toernooi-opzet
De puntentelling van het Amsterdam Tournament is bijzonder. Naast de gebruikelijke 3 punten voor winst en 1 punt voor gelijkspel, levert elk doelpunt ook nog een punt op. Deze telling wordt gehanteerd om aanvallend spel te stimuleren. Een 3-3 levert bijvoorbeeld evenveel punten op als een 1-0.

## Deelnemende ploegen
- Ajax V
- Arsenal FC E
- Atlético Madrid
- SS Lazio E
- V= Won 5 keer het toernooi
- E= Won 1 keer het toernooi

## Amsterdam Tournament-winnaars
- 1999 - SS Lazio
- 2000 - FC Barcelona
- 2001 - AFC Ajax
- 2002 - AFC Ajax
- 2003 - AFC Ajax
- 2004 - AFC Ajax
- 2005 - Arsenal FC
- 2006 - Manchester United
- 2007 - Arsenal FC

## Eindstand
Eindstand
| Land            | Wed | Win | Gel | Ver | DV | DT | +/− | Pnt |
| --------------- | --- | --- | --- | --- | -- | -- | --- | --- |
| Arsenal FC      | 2   | 2   | 0   | 0   | 3  | 1  | +2  | 9   |
| Atlético Madrid | 2   | 1   | 0   | 1   | 3  | 3  | 0   | 6   |
| Ajax            | 2   | 1   | 0   | 1   | 2  | 1  | +1  | 5   |
| Lazio Roma      | 2   | 0   | 0   | 2   | 2  | 5  | −3  | 2   |

## Wedstrijden
|                      |                  |       |                                           |                                             |
| 2 augustus 18.30 CET | Lazio Roma       | 1 – 2 | Arsenal FC                                | Amsterdam ArenA Scheidsrechter: Bas Nijhuis |
| 2 augustus 18.30 CET | Goran Pandev 42' |       | 19' Nicklas Bendtner 55' Eduardo da Silva | Amsterdam ArenA Scheidsrechter: Bas Nijhuis |

|                      |                               |       |                 | |
| 2 augustus 20:45 CET | Ajax                          | 2 – 0 | Atlético Madrid | Amsterdam ArenA Scheidsrechter: Eric Braamhaar Gabri (Ajax) kreeg in de laatste minuut een rode kaart wegens een (vermeende) elleboogstoot. |
| 2 augustus 20:45 CET | Gabri 47' Wesley Sneijder 59' |       |                 | Amsterdam ArenA Scheidsrechter: Eric Braamhaar Gabri (Ajax) kreeg in de laatste minuut een rode kaart wegens een (vermeende) elleboogstoot. |

|                      |                   |       |                                                    |                                             |
| 4 augustus 19.00 CET | Lazio Roma        | 1 – 3 | Atlético Madrid                                    | Amsterdam ArenA Scheidsrechter: Ruud Bossen |
| 4 augustus 19.00 CET | Stefano Mauri 65' |       | 39' Braulio 65' Luis García 69' José Antonio Reyes | Amsterdam ArenA Scheidsrechter: Ruud Bossen |

|                      |      |                      |            |                                            |
| 4 augustus 21:15 CET | Ajax | 0 – 1                | Arsenal FC | Amsterdam ArenA Scheidsrechter: Kevin Blom |
| 4 augustus 21:15 CET |      | 86' Robin van Persie |            | Amsterdam ArenA Scheidsrechter: Kevin Blom |